# Flavin mononucleotide
Flavin mononucleotide (FMN), hoặc riboflavin-5′-phosphate, là một phân tử sinh học được sản xuất từ riboflavin (vitamin B2) bởi enzyme riboflavin kinase và hoạt động như nhóm chất oxy hóa khác nhau trong đó có NADH dehydrogenase, kết hợp với nhau. Trong quá trình xúc tác, phản ứng xen kẽ thuận nghịch của các dạng oxy hóa (FMN), semiquinone (FMNH •) và các dạng khử (FMNH 2) xảy ra ở mỗi chất oxy hóa khác nhau. Trong đó, FMN là một tác nhân oxy hóa mạnh hơn NAD và đặc biệt hữu ích vì nó có thể tham gia vào cả quá trình chuyển một và hai electron. Với vai trò là cảm thụ luồng ánh sáng xanh, FMN (bị oxy hóa) sẽ nổi bật so với các cảm thụ ánh sáng 'thông thường' và được coi là trạng thái báo hiệu về nó và chắc chắn không phải là đồng phân hóa E / Z.

## Phụ gia thực phẩm
Flavin mononucleotide được sử dụng làm chất phụ gia màu thực phẩm màu đỏ cam, được chỉ định ở châu Âu là số E E101a để nhận diện.
E106, là một loại thuốc nhuộm thực phẩm có liên quan rất chặt chẽ, là muối natri riboflavin-5′-phosphate, bao gồm thành phần chủ yếu là muối monosodium của este 5′-monophosphate của riboflavin. Trong chuỗi phản ứng, nó nhanh chóng được chuyển thành riboflavin tự do sau khi uống. Nó cũng được tìm thấy trong nhiều loại thực phẩm dành cho trẻ sơ sinh và trẻ nhỏ, chẳng hạn như mứt, các sản phẩm sữa, và đồ ngọt hay như các sản phẩm đường.